# Bernd Cullmann
Bernd Cullmann (ur. 11 października 1939 w Idar-Oberstein, zm. 13 stycznia 2025 tamże) – niemiecki lekkoatleta, sprinter, mistrz olimpijski. W czasie swojej kariery reprezentował Republikę Federalną Niemiec.
Międzynarodowa kariera sportowa Cullmanna trwała od 1959 do 1961. Wystąpił we wspólnej reprezentacji Niemiec wystąpił na igrzyskach olimpijskich w 1960 w Rzymie w sztafecie 4 × 100 metrów. Biegł w niej na pierwszej zmianie, a na następnych Armin Hary, Walter Mahlendorf i Martin Lauer. Sztafeta w przedbiegu i w finale wyrównała rekord świata wynikiem 39,5 s. Bieg finałowy wygrała sztafeta Stanów Zjednoczonych, ale została zdyskwalifikowana za przekroczenie strefy zmian.
W 1960 był mistrzem RFN w sztafecie 4 × 100 metrów i wicemistrzem w biegu na 100 metrów, a w hali był mistrzem w biegu na 50 metrów w 1960 i w biegu na 60 metrów w 1961 oraz brązowym medalistą w biegu na 50 metrów w 1964.
Cullmann startował w klubie ASV Köln. Po zakończeniu wyczynowego uprawiania sportu wskutek kontuzji został szlifierzem drogich kamieni, kontynuując w 3. pokoleniu tradycje rodzinne.